# Desiré Wilson

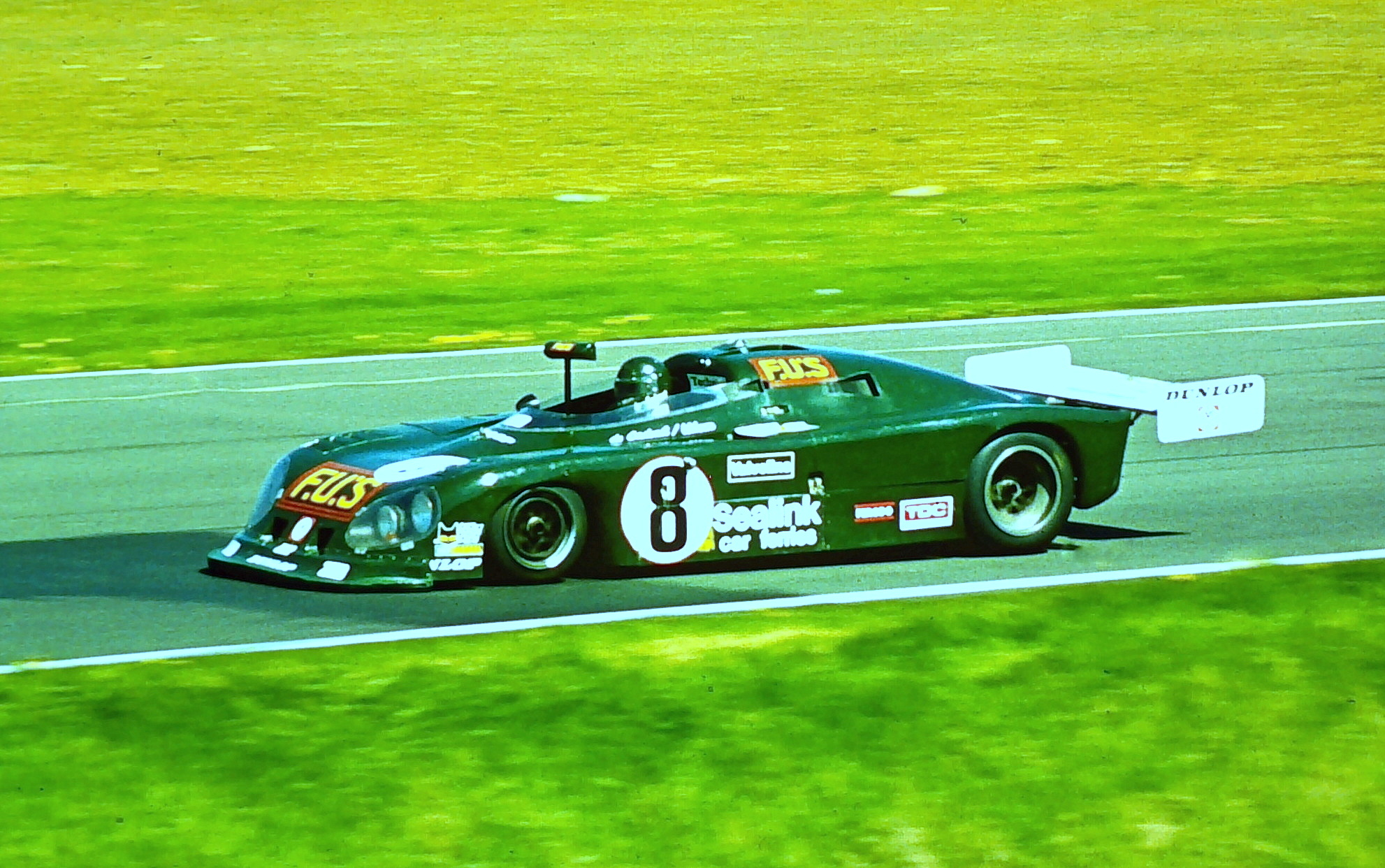
Der siegreiche De Cadenet Lola LM von Alain de Cadenet und Desiré Wilson beim 6-Stunden-Rennen von Silverstone 1980

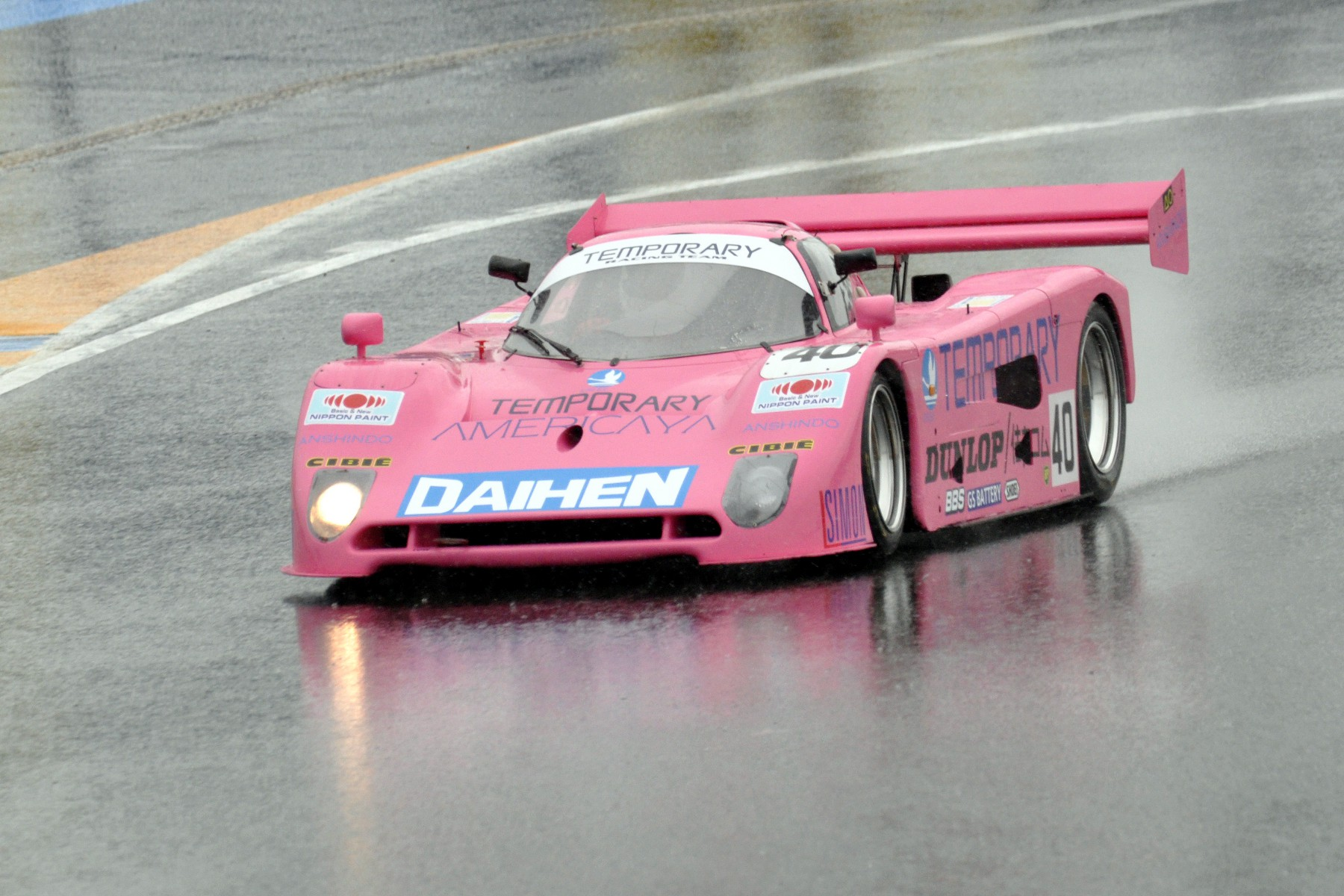
Der Spice SE90C von Desiré Wilson, Cathy Muller und Lyn St. James beim 24-Stunden-Rennen von Le Mans 1991

Desiré Anthea Randall Wilson (* 26. November 1953 in Brakpan) ist eine ehemalige südafrikanische Rennfahrerin. Sie ist die einzige Frau, die jemals ein offizielles Rennen mit Formel-1-Rennwagen (in der britischen Aurora-AFX-Formel-1-Serie) gewann.

## Die Anfänge der Karriere
Ende der 1960er-Jahre begann Desiré Wilson ihre Rennsportkarriere in der südafrikanischen Midget-Car-Serie (Kleinstrennwagen). 1973 wechselte sie in die südafrikanische Formel V Meisterschaft. Nach einem vierten Gesamtrang im ersten Jahr und der Vizemeisterschaft im folgenden Jahr wechselte Wilson in die südafrikanische Formel Ford, die sie sowohl 1975 wie auch 1976 gewann.
1977 folgte ein Engagement in der europäischen Formel Ford. Sie belegte mit zwei Siegen den dritten Gesamtrang. 1978 bestritt Wilson sporadisch Rennen in der Formel Atlantic, der Formel Ford und der britischen Prototypen-Meisterschaft.

## In der Formel 1
1978 ging Desiré Wilson in der britischen Aurora-AFX-Formel-1-Serie, einer Rennserie, in der ältere F1-Autos eingesetzt wurden, erstmals mit einem Formel-1-Wagen an den Start. Am Steuer eines Ensign N175-Cosworth belegte Wilson den zehnten Gesamtrang. Im folgenden Jahr erreichte sie am Steuer eines Tyrrell 008-Cosworth den siebten Gesamtrang und belegte zusätzlich beim nicht zur Weltmeisterschaft gehörenden, traditionellen Race of Champions den neunten Platz.
1980 erreichte sie am Steuer eines Theodore-Wolf den sechsten Gesamtrang und gewann das Rennen in Brands Hatch. Auf der gleichen Rennstrecke war Wilson drei Monate nach ihrem Sieg erstmals für einen offiziellen Formel-1-Grand-Prix gemeldet. Für das private Brands-Hatch-Racing-Team konnte sie sich am Steuer eines Williams FW07-Cosworth jedoch nicht für das Rennen qualifizieren.
Im folgenden Jahr wurde Wilson für den Großen Preis von Südafrika von Tyrrell verpflichtet. Im Training belegte sie den 16. Platz, im Rennen kollidierte sie ausgerechnet mit ihrem Teamkollegen Eddie Cheever. Das Rennen wurde aufgrund eines Streites zwischen FISA und FOCA von den zur FISA gehörenden Teams boykottiert und nachträglich nicht zur Weltmeisterschaft gezählt.

## In der CART-Serie
1982 wurde Wilson erstmals in Indianapolis aktiv. Am Steuer eines Eagle des Teams Theodore Racing verpasste sie jedoch die Qualifikation. Im folgenden Jahr wurde sie von Wysard Motors verpflichtet. Mit einem March 83C-Cosworth erreichte sie lediglich in Cleveland drei Meisterschaftspunkte und wurde bereits vor dem Ende der Saison wieder entlassen.
1986 versuchte sie ein Comeback in der CART-Serie, das aufgrund schlechter Resultate bereits nach drei Rennen scheiterte.

## Sonstige Rennen
Nach Beendigung ihrer internationalen Monoposto-Karriere blieb Desiré Wilson dem Automobilsport noch bis 1997 aktiv verbunden. Sie bestritt bis dahin eine Vielzahl sporadischer Auftritte in unterschiedlichen Rennserien. So trat sie unter anderem in der Langstrecken-Weltmeisterschaft für Sportwagen, der IMSA-Serie, der britischen Formel 3000 und der britischen Thundersports Meisterschaft an.
Zwischen 1999 und 2002 nahm Wilson am Goodwood Festival of Speed, einem Rennen für Oldtimerrennwagen, teil.

## Statistik

### Ergebnisse in der CART-Serie
| Saison | Team                      | Auto               | Rennen | Starts | Siege | T Indy | R Indy | Punkte | Position |
| ------ | ------------------------- | ------------------ | ------ | ------ | ----- | ------ | ------ | ------ | -------- |
| 1982   | Theodore Racing           | Eagle 81-Cosworth  | 1      | –      | –     | DNQ    | –      | –      |          |
| 1983   | Wysard Motors             | March 83C-Cosworth | 9      | 8      | –     | DNQ    | –      | 3      | 28.      |
| 1986   | Schaefer Machinists Union | March 86C-Cosworth | 3      | 3      | –     | –      | –      | –      |          |
| Gesamt |                           |                    | 13     | 11     | –     | –      | –      | 3      | -        |

T Indy=Training Indianapolis, R Indy=Rennen Indianapolis, DNQ=nicht Qualifiziert

### Le-Mans-Ergebnisse
| Jahr | Team             | Fahrzeug      | Teamkollege      | Teamkollege       | Platzierung | Ausfallgrund |
| ---- | ---------------- | ------------- | ---------------- | ----------------- | ----------- | ------------ |
| 1982 | Grid Racing      | Grid Plaza S1 | Alain de Cadenet | Emilio de Villota | Ausfall     | Motorschaden |
| 1983 | Obermaier Racing | Porsche 956   | Axel Plankenhorn | Jürgen Lässig     | Rang 7      |              |
| 1991 | Euro Racing      | Spice SE90C   | Cathy Muller     | Lyn St. James     | Ausfall     | Unfall       |

### Sebring-Ergebnisse
| Jahr | Team                       | Fahrzeug          | Teamkollege   | Teamkollege | Platzierung | Ausfallgrund |
| ---- | -------------------------- | ----------------- | ------------- | ----------- | ----------- | ------------ |
| 1982 | North American Racing Team | Ferrari 512 BB/LM | Janet Guthrie | Bonnie Henn | Ausfall     | Defekt       |

### Einzelergebnisse in der Sportwagen-Weltmeisterschaft
| Saison | Team                                | Rennwagen               | 1   | 2   | 3   | 4   | 5   | 6   | 7   | 8   | 9   | 10  | 11  | 12  | 13  | 14  | 15  | 16  |
| ------ | ----------------------------------- | ----------------------- | --- | --- | --- | --- | --- | --- | --- | --- | --- | --- | --- | --- | --- | --- | --- | --- |
| 1980   | Alain de Cadenet                    | De Cadenet Lola         | DAY | BRH | SEB | MUG | MON | RIV | SIL | NÜR | LEM | DAY | WAT | SPA | MOS | ROA | VAL | DIJ |
| 1980   | Alain de Cadenet                    | De Cadenet Lola         |     | 3   |     |     | 1   |     | 1   |     |     |     |     |     |     |     |     |     |
| 1981   | Preston Henn                        | Porsche 935             | DAY | SEB | MUG | MON | RIV | SIL | NÜR | LEM | PER | DAY | WAT | SPA | MOS | ROA | BRH |     |
| 1981   | Preston Henn                        | Porsche 935             |     |     |     |     |     |     |     |     |     |     |     | 8   |     |     |     |     |
| 1982   | Grid Racing Ford                    | Grid Plaza S1 Ford C100 | MON | SIL | NÜR | LEM | SPA | MUG | FUJ | BRH |     |     |     |     |     |     |     |     |
| 1982   | Grid Racing Ford                    | Grid Plaza S1 Ford C100 |     |     |     | DNF |     |     |     | 4   |     |     |     |     |     |     |     |     |
| 1983   | Obermaier Racing Fitzpatrick Racing | Porsche 956             | MON | SIL | NÜR | LEM | SPA | FUJ | KYA |     |     |     |     |     |     |     |     |     |
| 1983   | Obermaier Racing Fitzpatrick Racing | Porsche 956             |     |     |     | 7   |     |     | DNF |     |     |     |     |     |     |     |     |     |
| 1984   | Kremer Racing                       | Porsche 956             | MON | SIL | LEM | NÜR | BRH | MOS | SPA | IMO | FUJ | KYA | SAN |     |     |     |     |     |
| 1984   | Kremer Racing                       | Porsche 956             |     | 4   |     |     |     |     |     |     |     |     |     |     |     |     |     |     |
| 1989   | Team Davey                          | Porsche 962             | SUZ | DIJ | JAR | BRH | NÜR | DON | SPA | MEX |     |     |     |     |     |     |     |     |
| 1989   | Team Davey                          | Porsche 962             | 14  |     |     |     |     |     |     |     |     |     |     |     |     |     |     |     |
| 1991   | Euro Racing                         | Spice SE90C             | SUZ | MON | SIL | LEM | NÜR | MAG | MEX | AUT |     |     |     |     |     |     |     |     |
| 1991   | Euro Racing                         | Spice SE90C             | DNF |     |     |     |     |     |     |     |     |     |     |     |     |     |     |     |